# Hans Bavendamm

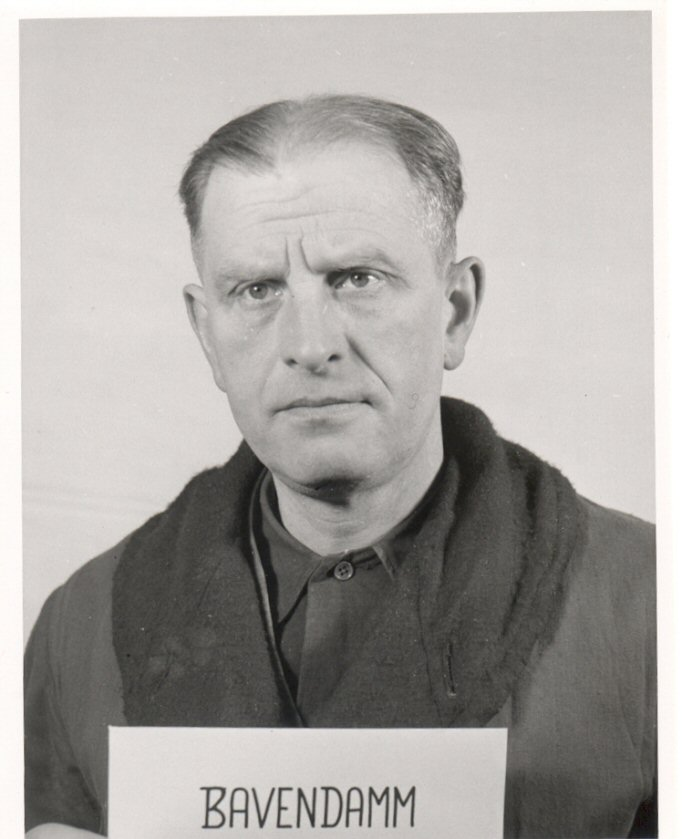
Hans Bavendamm bei den Nürnberger Prozessen

Hans Bavendamm (* 29. Mai 1896 in Berlin; † 12. April 1974 in Hannover) war ein deutscher Staatsbeamter und Landwirtschaftsfunktionär.

## Leben und Wirken
Nach dem Schulbesuch und dem Studium, das er 1922 mit der Promotion abschloss, trat Bavendamm in die Landwirtschaftliche Verwaltung ein, in der er zunächst 1924 Direktor der Landwirtschaftsschule in Bergen auf Rügen wurde. Während seines Studiums wurde er Mitglied der Akademischen Liedertafel Berlin.
Zum 1. Dezember 1928 trat Bavendamm in die NSDAP (Mitgliedsnummer 105.577) ein. Im März 1933 wurde er für die Partei im Wahlkreis Belgard in den Provinziallandtag der Provinz Pommern gewählt; der Provinziallandtag wurde aber noch im selben Jahr abgeschafft.
Von 1922 bis 1945 war er Mitglied im Reichsbund Deutscher Diplomlandwirte (RDL) bzw. in dessen Vorgängerorganisation, dem Reichsbund akademisch gebildeter Landwirte, und von 1936 bis 1937 Leiter des Landesvereins Pommern des RDL.
Seit 1934 war Bavendamm zudem Mitglied der Schutzstaffel (Mitgliedsnummer 177.024), in der er zuletzt den Rang eines Obersturmführers innehatte.
Seit 1938 war Bavendamm im Verwaltungshauptamt des Reichsbauernführers in Berlin, der Behördenspitze des Reichsnährstandes, Leiter der Abteilung „Fachschulen und Wirtschaftsberatung“. Er selbst gab an, dort 1942 den Rang eines Reichslandwirtschaftsrates erhalten zu haben. In anderen Quellen tauchen für die späten 1930er und frühen 1940er Jahre die Bezeichnungen Landwirtschafts- und Oberlandwirtschaftsrat auf.
Während des Zweiten Weltkriegs war Bavendamm ab Herbst 1942 im Kaukasus tätig, bevor er von Juli 1943 bis Herbst 1944 als Leiter der Landbewirtschaftungsgesellschaft Ukraine (LBGU) fungierte. Bei Kriegsende geriet er in sowjetische Gefangenschaft, wurde im August 1945 jedoch an die Amerikaner übergeben, die ihn bis etwa 1948 internierten. In dieser Zeit wurde er im Rahmen der Nürnberger Prozesse als Zeuge vernommen, wobei er insbesondere zur Beteiligung des Reichsnährstandes an den Kriegsvorbereitungen der NS-Regierung (Anlegung von Lebensmittelvorräten, Autarkiepolitik etc.) und zum Einsatz von Fremdarbeitern in der deutschen Landwirtschaft während des Krieges befragt wurde.
In der Nachkriegszeit arbeitete Bavendamm von 1955 bis 1958 als Geschäftsführer des Verbandes Deutscher Diplomlandwirte in Hannover.
Sein Bruder war der Botaniker Werner Bavendamm. Durch seine Heirat mit Hedwig Krüger (1891–1975) am 27. September 1924 in Berlin wurde Hans Bavendamm zum Schwiegersohn des Agrarwissenschaftlers Emil Krüger.

## Schriften
- Die deutsche Heimstättenbewegung. 1922. (Dissertation)
- Das ländliche Bildungswesen und Beratungswesen. In: K. Maier: Gefüge und Ordnung der Deutschen Landwirtschaft. Berlin 1939.
- Diplomlandwirt (= Blätter zur Berufskunde. Berufe für Abiturienten, Bd. 3). 1959.